# Murama (Ngoma)
Murama ist ein Sektor innerhalb des Distrikts Ngoma in der Ostprovinz von Ruanda.

## Geographie
Murama hat eine Fläche von 51,1 km² und liegt auf einer Höhe von etwa 1400 m. Der Sektor setzt sich aus den fünf Zellen Gitaraga, Kigabiro, Mvumba, Rurenge und Sakara zusammen. Nachbarsektoren innerhalb des Distrikts sind Kibungo im Norden, Rukira im Nordosten, Mutenderi im Südwesten und Kazo im Westen. Im Osten bis Südosten grenzt der Sektor an den Distrikt Kirehe.

## Bevölkerung
Nach Stand der Volkszählung von 2022 liegt die Einwohnerzahl bei 26.702. Zehn Jahre zuvor waren es 22.409, was einem jährlichen Bevölkerungszuwachs von 1,8 Prozent zwischen 2012 und 2022 entspricht.

## Verkehr
Durch den Sektor verläuft etwa in Nord-Süd-Richtung die asphaltierte Nationalstraße 4. Von dieser zweigt im Norden des Sektors beim Ort Kibaya die District Road 66 nach Osten ab.